# دريقة متطاولة الأوراق
دريقة متطاولة الأوراق (الاسم العلمي:Aspidistra oblongifolia) هي نوع من النباتات تتبع جنس الدريقة من الفصيلة الهليونية. تم وصف هذا النوع من النبات علمياً لأول مرة من قبل فا تسيوان وانغ وكاي يونغ لانغ سنة 1999.